# Yunquera de Henares
Yunquera de Henares es un municipio y localidad española de la provincia de Guadalajara, en la comunidad autónoma de Castilla-La Mancha. El término municipal, ubicado en la comarca de la Campiña del Henares, tiene una población de 4566 habitantes (INE 2024).

## Símbolos
El escudo heráldico que representa al municipio fue aprobado oficialmente el 12 de mayo de 1995 con el siguiente blasón:

Escudo español, partido. Uno, cuartelado en sotuer, uno y cuarto de sinople con una banda de gules fileteada de oro; dos y tres de oro con la leyenda "Ave María Gratia Plena" "de azur repartida entre los dos cuarteles. Dos, de gules, una torre de iglesia de plata. Al timbre, la corona real cerrada.
Diario Oficial de Castilla-La Mancha n.º 24 de 12 de mayo de 1995

La descripción textual de la bandera, aprobada el 10 de noviembre de 2006 es la siguiente:

Paño rectangular, de proporción 2:3, de color rojo, con una franja diagonal amarilla y verde, que va desde el ángulo superior del asta hasta el inferior del batiente, de anchura 1/5 del total.
Diario Oficial de Castilla-La Mancha n.º 242 de 21 de noviembre de 2006

La bandera también incluye al escudo municipal cargado en el centro.

## Geografía
Ubicación
El municipio tiene una superficie de 31,13 km². La localidad está situada a una altitud de 693 m sobre el nivel del mar. Se encuentra en el valle del río Henares, en el curso medio del río homónimo, 20 km al norte de Guadalajara y a unos 100 km de Madrid, rodeada de pequeños páramos de mayor altitud y terrenos fértiles de cultivo, paisaje típico de la meseta castellana.
| Noroeste: Málaga del Fresno    | Norte: Mohernando | Noreste: Mohernando         |
| Oeste: Málaga del Fresno       |                   | Este: Ciruelas              |
| Suroeste: Guadalajara (Usanos) | Sur: Fontanar     | Sureste: Tórtola de Henares |

Accesos por carretera

Situación del término municipal de Yunquera de Henares en la provincia de Guadalajara.

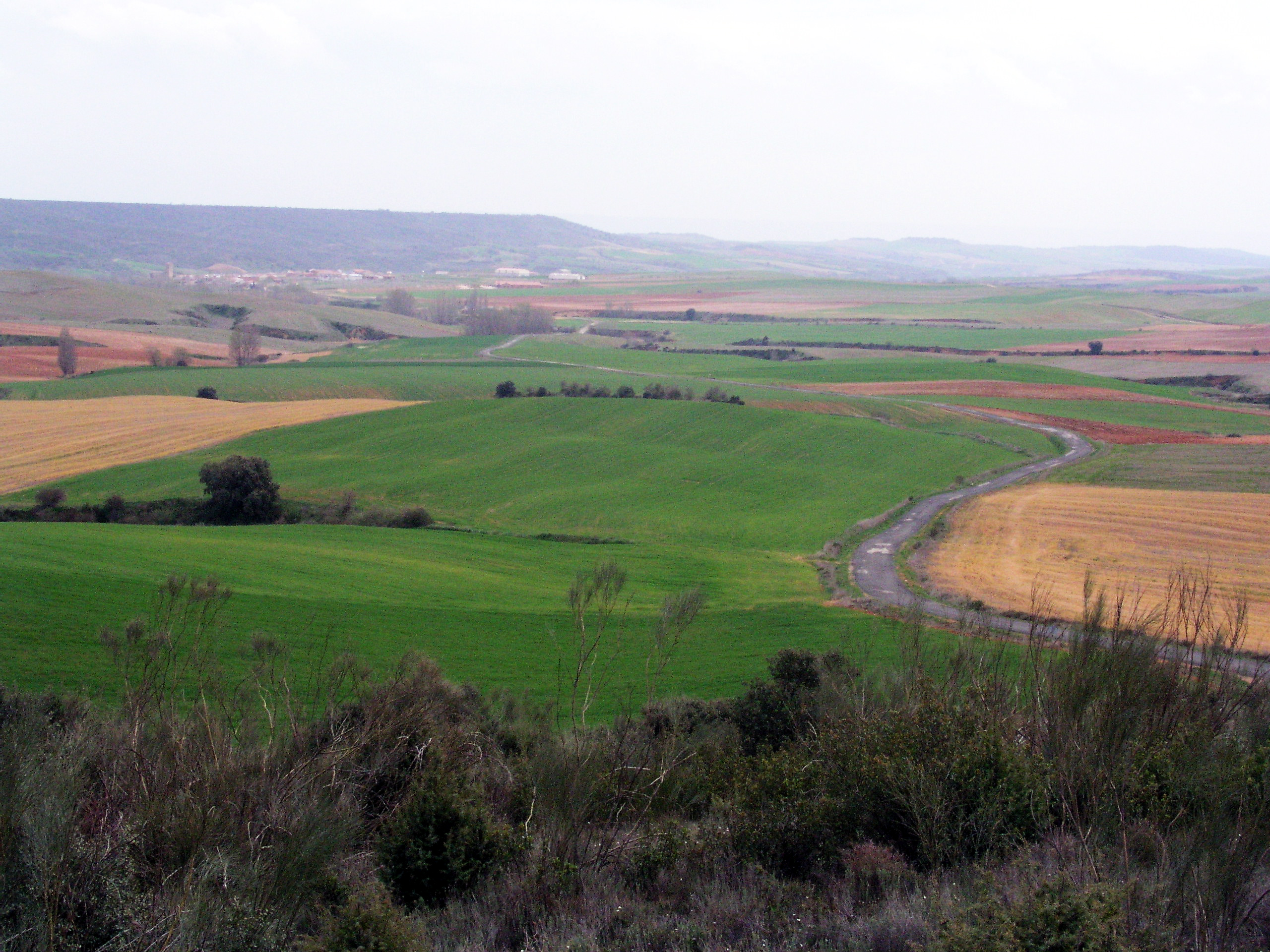
Paisaje típico de la zona, con La Alcarria de fondo, durante la primavera.

Yunquera de Henares es atravesada por la carretera autonómica CM-101 perteneciente a la Red de Carreteras de la Junta de Comunidades de Castilla-La Mancha. Es una carretera convencional de una sola calzada con un carril por sentido.
A través de esta carretera, tras 17 kilómetros en sentido decreciente se llega a Guadalajara y a la CM-10 que circunvala la ciudad. Una vez ahí existen dos opciones, tomar la Radial 2 hacia Madrid, la A-2 o la N-320. 
En sentido creciente de la kilometración esta carretera comunica Yunquera con otras localidades como Humanes, Montarrón, Espinosa de Henares, Jadraque, Riofrío del Llano, Cincovillas o Paredes de Sigüenza, entre otras, hasta el límite con la provincia de Soria. 
También existen otras vías que comunican el municipio con otros de su entorno. La CM-1008 o carretera de la Vega es una carretera autonómica de segundo orden que comunica Yunquera con otros municipios del sur de la Campiña, como Fontanar, Marchamalo, Cabanillas del Campo y Alovera. Por último, la carretera GU-199, provincial de primer orden dependiente de la Red de Carreteras de la Diputación de Guadalajara comunica la localidad con Málaga del Fresno, Malaguilla y la CM-1001.
Ferrocarril

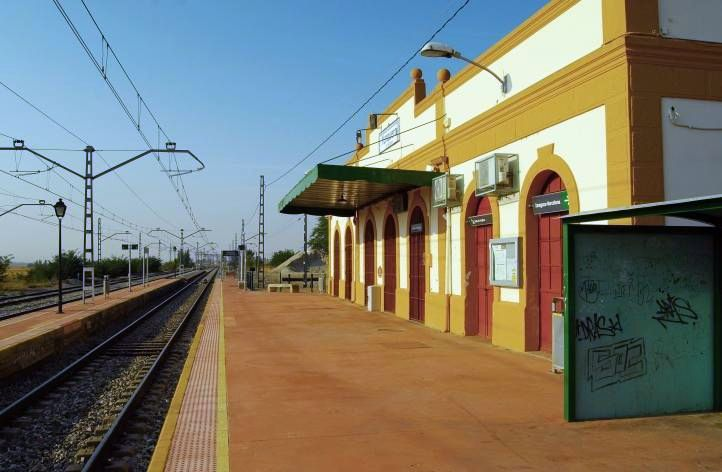
Estación de Yunquera de Henares.

La localidad cuenta con la estación de Yunquera de Henares, una estación de ferrocarril de Adif ubicada en el punto kilométrico 68,5 de la línea Madrid-Barcelona. Tienen parada trenes con servicios de Media Distancia de Renfe. Cumple también funciones logísticas. 
Los servicios de Media Distancia de Renfe operados con trenes Regionales y Regionales Exprés tienen como principales destinos Madrid, Guadalajara, Sigüenza y Barcelona.

## Historia
A mediados del siglo XIX, el lugar contaba con una población censada de 320 habitantes. La localidad aparece descrita en el decimosexto volumen del Diccionario geográfico-estadístico-histórico de España y sus posesiones de Ultramar de Pascual Madoz de la siguiente manera:

YUNQUERA. v. con ayunt. en la prov. y part. jud. de Guadalajara (2 leg.), aud. terr. de Madrid (12), c. g. de Castilla la Nueva , dióc. de Toledo (24). sit. en una gran llanura, con buena ventilacion y clima templado y sano. Tiene 250 casas; la consistorial con cárcel y granero para el pósito; escuela de instruccion primaria á cargo de un maestro dotado con 2,200 rs.; 2 fuentes de buenas aguas; una igl. parr. (San Pedro Apóstol) servida por un cura y un sacristan. Confina el térm. con los de Mohernando, Majanar, Medianedo y Málaga; dentro de él se encuentran una fuente de buena agua, las ermitas de Sta. Lucia, San Roque, la Soledad y Ntra. Sra. de la Granja, sit. esta última en un punto delicioso, próxima á una arboleda y una fuente. El terreno, bañado por el r. Henares, es de buena calidad; comprende un monte poblado de roble. caminos, los locales. correo: se recibe y despacha en Guadalajara. prod.: cereales, vino, aceite, legumbres, hortalizas, leñas de combustible y buenos pastos, con los que se mantiene ganado lanar, vacuno, mular y de cerda; hay caza de perdices y liebres; pesca de barbos y bogas. pobl.: 247 vecinos , 883 alm. cap. prod.: 3.615,556 rs. imp.: 325,400. contr.: 25,184.
Es patria de D. Juan de Mendoza; de los venerables fray Bernardo del Monte, Diego de Amores y Basilio Bravo; de los escritores D. Antonio de Aguilera, Fr. Francisco Patino, Fr. Bartolomé Parralon, Fr. Ildefonso Simón y Fr. Baltasar Parralon.
(Madoz, 1850, p. 438)

Hasta la reforma de la nomenclatura municipal de 1916 el municipio se llamaba simplemente Yunquera. En dicha fecha su nombre fue modificado por el de Yunquera de Henares.

## Demografía
Yunquera de Henares cuenta con una población de 4566 habitantes (INE 2024).
| Gráfica de evolución demográfica de Yunquera de Henares entre 1842 y 2021                                           |
| |
| Población de derecho según los censos de población del INE Población de hecho según los censos de población del INE |

## Economía
En esta localidad se encuentra la fábrica de cerveza artesana Arriaca.

## Patrimonio
- Iglesia de San Pedro. El templo parroquial tiene dos fases de construcción, la primera en el siglo XVI, de la que destaca su espléndida torre de estilo tardogótico. Posteriormente se levantan tres naves separadas por arcos de medio punto, con cubiertas de artesonado. Finalmente, en 1634, el arquitecto cortesano fray Alberto de la Madre de Dios proyecta la cabecera, siguiendo el modelo de iglesias jesuíticas, con una media naranja en el crucero, bóvedas de medio cañón en el transepto y presbiterio y dos capillas en las esquinas. La ampliación de fray Alberto y su adaptación a la obra renacentista se puede entender como una gran obra de arquitectura, ya que consigue un espacio de gran armonía y elegancia. La torre de la iglesia es anterior a esta, de varios cuerpos de elementos platerescos. Fue levantada por Martín de Regil en 1520, y acabada por Pedro de Medina en 1539. En su campanario cuenta con un reloj y cuatro campanas, una grande, una pequeña y dos medianas del mismo tamaño.